# Go (programspråk)
Go är ett programspråk ursprungligen utvecklat på Google Inc, av Robert Griesemer, Rob Pike, och Ken Thompson. Go är ett statiskt typat programspråk med syntax influerat av C, och tillhandahåller skräpsamling, typsäkerhet, inbyggda strukturer för hantering av parallella program, och ett stort standardbibliotek.

## Översikt
Skaparna till Go hade för avsikt att definiera ett språk som skulle vara lika effektivt som kompilerade språk med statiska typsystem samtidigt som språket i sig skulle vara lika enkelt och lättanvänt som dynamiska språk.
De huvudsakliga målen med språket är:
- Säkerhet vad gäller typer och minneshantering.
- Gott stöd för parallellprogrammering och kommunikation.
- Hög effektivitet och latensfri minneshantering.
- Korta kompileringstider.

## Exempel
Här följer några exempel.

### Hello, World!
```
// Paket som ska bli exekverbara måste ha ett "main"-paket. main-funktionen måste finnas i detta paket (i roten för applikationen)

package
 
main

// Importering av standardbiblioteket fmt, som hanterar formatet av strängar

import
 
(

	
"fmt"

)

// main-funktionen som är startpunkten i alla exekverbara program skrivna i Go

func
 
main
()
 
{

	
// En automatisk tilldelning av ett värde.

	
// Genväg till `var enVariabel = "World"`

	
enVariabel
 
:=
 
"World"

	
// Printf är en inbyggd funktion som tar emot en sträng och en ytterligare parametrar (dynamisk aritet)

	
// och formaterar strängen enligt interpolationsvariablerna.

	
fmt
.
Printf
(
"Hello %s!\n"
,
 
enVariabel
)

	
/**

		kompilera genom att först använda

			go build <filnamn>.go

		där <filnamn> är filens namn.

	**/

}

```

### En enkel webbserver
```
package
 
main

import
 
(

	
"fmt"

	
"net/http"

)

func
 
handler
(
w
 
http
.
ResponseWriter
,
 
req
 
*
http
.
Request
){

	
fmt
.
Fprintf
(
w
,
 
"Hello World!"
)

}

func
 
main
(){

	
http
.
HandleFunc
(
"/"
,
 
handler
)

	
http
.
ListenAndServe
(
":8080"
,
 
nil
)

}

```